# Gisela Meister-Scheufelen

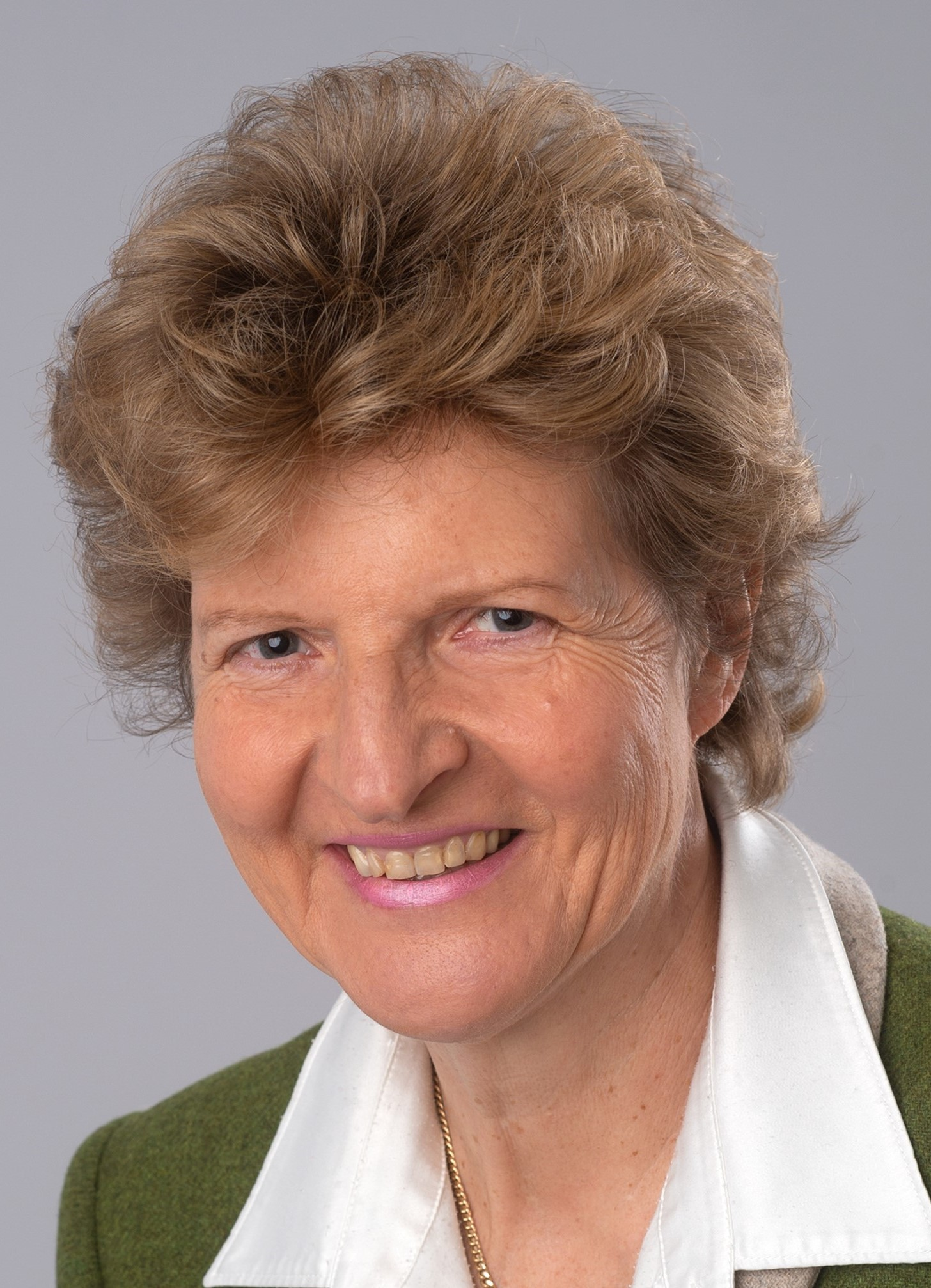
Gisela Meister-Scheufelen (2019)

Gisela Meister-Scheufelen (* 1956 in Stuttgart) ist eine deutsche Juristin, Politikerin (CDU) und war von 2018 bis 2022 Vorsitzende des Normenkontrollrats Baden-Württembergs.

## Leben und Leistungen
Gisela Meister wurde 1956 in Stuttgart geboren. Sie studierte in Heidelberg und absolvierte 1979 das erste Staatsexamen. 1982 wurde Meister-Scheufelen zur Dr. jur. promoviert. 1987 wurde sie mit 31 Jahren jüngste Bürgermeisterin Baden-Württembergs. 1987 bis 1991 war sie Beigeordnete und Frauenbeauftragte der Stadt Ludwigsburg und 1991 bis 1996 Präsidentin des Landesgewerbeamtes Baden-Württemberg. 1996 bis zum Jahr 2000 war sie Abgeordnete des Landtages Baden-Württemberg. Am 31. März 2000 legte sie ihr Mandat bereits vor Ablauf der 12. Wahlperiode nieder. Für sie rückte Dirk Ommeln nach. Von 2000 bis 2002 war sie Staatssekretärin für Wirtschaft und Technologie des Landes Berlin. Von 2002 bis 2007 war Meister-Scheufelen als Nachfolgerin von Eberhard Leibing Präsidentin des Statistischen Landesamtes Baden-Württemberg. Von Juli 2007 bis Mai 2011 war sie Ministerialdirektorin im Finanzministerium Baden-Württemberg. Von 2012 bis 2016 war sie Kanzlerin der Dualen Hochschule Baden-Württemberg. Von 2018 bis 2022 war Meister-Scheufelen Vorsitzende des Normenkontrollrats Baden-Württemberg. Seit 2023 arbeitet sie für die Stiftung Familienunternehmen in der Wissenschaftsförderung. Ferner ist sie als Autorin und Dozentin tätig.

## Kritik an Normungsverfahren
In ihrer Funktion als Vorsitzende des Normenkontrollrats Baden-Württembergs kritisierte Meister-Scheufelen, dass in den Expertenrunden der Normungsverfahren zunehmend weniger Vertreter des Staates präsent sind. Dadurch würden diese Runden stark von Anbieterfirmen dominiert. Sie sprach sich außerdem für die kostenfreie Verfügbarkeit von technischen Normen aus.

## Ehrenamt und Ehrung
Die Hochschule für Technik Stuttgart verlieh ihr die Würde einer Ehrensenatorin. 2001 begründete Meister-Scheufelen gemeinsam mit ihrem Ehemann Ulrich Scheufelen die Stiftung Christliche Kunst Wittenberg mit einem Grundstock von über 400 Arbeiten von Künstlern des späten 19. Jahrhunderts bis zur Gegenwart. Seit 2015 ist sie Vorsitzende des Präsidiums des Diakonischen Werks Württemberg. Sie gehört dem Aufsichtsrat der Volksbank Stuttgart sowie dem Hochschulrat der Hochschule für öffentliche Verwaltung und Finanzen, Ludwigsburg an.

## Werke
- Volker Haug / Gisela Meister-Scheufelen (Hg.): Praxishandbuch Gute Rechtsetzung, Stuttgart 2022, Kohlhammer, ISBN 978-3-17-040924-8
- Christian Kastrop, Gisela Meister-Scheufelen, Margaretha Sudhof (Hg.): Die neuen Schuldenregeln im Grundgesetz: zur Fortentwicklung der bundesstaatlichen Finanzbeziehungen, Berlin 2010, ISBN 978-3-8305-1780-1.
- Gisela Meister-Scheufelen: Die wirtschaftliche Entwicklung von Baden-Württemberg: Daten und Fakten, Landtag von Baden-Württemberg, Stuttgart 2006, ISBN 978-3-17-019307-9.